# Minipivovar Rohov
Hospoda a minipivovar U Komárků je minipivovar založený roku 2010 v obci Rohov. Hospoda, která je součástí pivovaru, je laděná do atmosféry 20. a 30. let 20. století.
Název piva Rohan je odvozen od jména vesnice, ve které se vyrábí a dokonce v jeho logu je použita část rohovského znaku. Pivo zde vaří tradičním dvoukomorovým způsobem pouze z českých surovin (moravský slad, žatecký chmel, kvasnice a místní voda). Během výroby se pivo nefiltruje ani nepasterizuje.

## Druhy piva

### Stálé druhy piv
- Světlý ležák 11°
- Polotmavý speciál 13°

### Speciální druhy
- Jantarový speciál 16° – Velikonoce 2011, 2012
- Vánoční jantarový speciál 16° – Vánoce 2011, 2012, 2013
- Černý ležák 12°
- Rohan Vídeňský ležák 12° – jaro 2013
- Rohan Velikonoční speciál 14° – jaro 2013
- Tmavý ležák 12°
- Ořechový ležák 12° – květen 2013